# Tamaulipeca dorsator
Tamaulipeca dorsator är en stekelart som beskrevs av Dmitriy R. Kasparyan 2001. Tamaulipeca dorsator ingår i släktet Tamaulipeca och familjen brokparasitsteklar. Inga underarter finns listade i Catalogue of Life.